# 黎曼几何

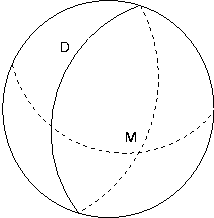

微分幾何中，黎曼幾何（英語：Riemannian geometry）研究具有黎曼度量的光滑流形，即流形切空間上二次形式的選擇。它特別關注于角度、弧線長度及體積。把每个微小部分加起來而得出整體的數量。
19世紀，波恩哈德·黎曼把這個概念加以推广。
任意平滑流形容許黎曼度量及這個額外結構幫助解決微分拓扑問題。它成為伪黎曼流形複雜結構的入門。其中大部分都是廣義相對論的四維研究对象。

## 黎曼几何古典理論

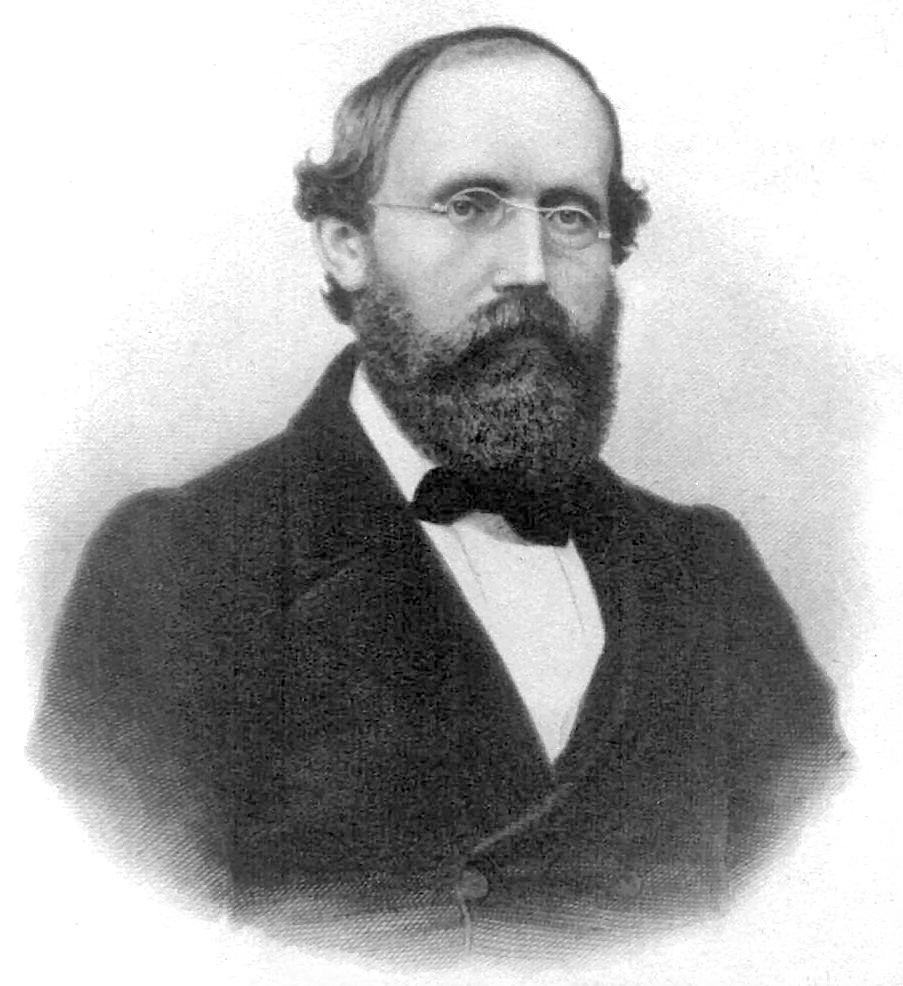
伯恩哈德·黎曼

### 一般理論
1. 高斯-博内定理：紧致二維黎曼流形上高斯曲率的积分等於{\displaystyle 2\pi \chi (M)}，這裡的{\displaystyle \chi (M)}記作M的欧拉示性数。
2. 纳什嵌入定理：（两个）被稱為黎曼幾何的基礎理論。他們表明每個黎曼流形可以是嵌入歐幾里得空間Rn。

### 理論
所有给出的定理中，都将用空间的局部行为（通常用曲率假设表述）来推出空间的整体结构的一些信息，包括流形的拓扑类型和"足够大"距离的点间的关系。

#### 受限截面曲率
1. 1/4-受限 球定理：若M是完备n-维黎曼流形，其截面曲率严格限制于1和4之间，则M同胚于n-球。

1. Cheeger's有限定理：给定常数C和D，只有有限个（微分同胚的流形算作一个）紧n-维黎曼流形，其截面曲率{\displaystyle |K|\leq C}并且直径{\displaystyle \leq D}。

1. Gromov的几乎平坦流形：存在一个{\displaystyle \epsilon _{n}>0}使得如果一个n-维黎曼流形其度量的截面曲率{\displaystyle |K|\leq \epsilon _{n}}且直径{\displaystyle \leq 1}，则其有限覆盖微分同胚于一个零流形.

#### 正曲率

##### 正截面曲率
1. 灵魂定理：若M是一个不紧的完备正曲率n-维黎曼流形，则它微分同胚于Rn.
2. Gromov的贝蒂数定理：有一个常数C=C(n)使得若M是一个由正截面曲率的紧连通n-维黎曼流形，则它的贝蒂数之和不超过C.

##### 正里奇曲率
1. Myers定理：若一个紧黎曼流形有正Ricci曲率则它的基本群有限。

1. 分裂定理：若一个完备的n-维黎曼流形有非负Ricci曲率和一条直线（在任何区间上的距离都极小的测地线）则它等度同胚于一条实直线和一个有非负Ricci曲率的完备(n-1)-维黎曼流形的直积。

1. Bishop's不等式：半径为r的球在一个有正Ricci曲率的完备n-维黎曼流形中的体积不超过欧几里得空间中同样半径的球的体积。

1. Gromov's紧致性定理：所有正Ricci曲率且直径不超过D的黎曼流形在Gromov-Hausdorff度量下是仿紧的。

##### 数量曲率
1. n-维环不存在有正数量曲率的度量。

1. 若一个紧n-维黎曼流形的单射半径{\displaystyle \geq \pi }，则数量曲率的平均值不超过n（n-1）。

#### 負曲率

##### 負截面曲率
1. 任何有非正截面曲率的单连通黎曼流形的两点有唯一的测地线连接。

1. 若M是一个有负截面曲率的完备黎曼流形，则基本群的任何可交换子群同构于整数群Z。

1. 设V*是一{\displaystyle \mathbb {R} }-rank{\displaystyle \geq }2的紧致不可约局部对称空间，设V是一截面曲率{\displaystyle K\leq 0}的紧致{\displaystyle C^{\infty }}黎曼流形，若{\displaystyle vol(V)=vol(V^{*})}，且{\displaystyle \pi _{1}(V)=\pi _{1}(V^{*})}，则{\displaystyle V}与{\displaystyle V^{*}}等距。

##### 負里奇曲率
1. 任何有负里奇曲率的紧黎曼流形有一个离散的等距同胚群。
2. 任何光滑流形可以加入有负里奇曲率的黎曼度量。